# Черногорлая пегая мухоловка
Черногорлая пегая мухоловка (лат. Plesiodryas albonotata) — вид птиц из семейства австралийских зарянок. Обитают на острове Новая Гвинея в горных субтропических и тропических лесах на высотах 1150—2750 м над уровнем моря (в основном на центральных нагорьях острова).

## Описание
Длина 18—19 см. Клюв и ноги чёрные, глаза тёмно-коричневые.
Питаются насекомыми.